# Willy Claes (sollevatore)
Willy Claes (Saint-Gilles, 6 febbraio 1937 – 10 febbraio 2017) è stato un sollevatore belga che ha gareggiato nella categoria dei pesi massimi leggeri.

## Carriera
Prese parte a due edizioni dei Giochi olimpici: a Melbourne nel 1956, classificandosi al nono posto, e a Roma nel 1960, piazzandosi ottavo. Nel 1964 prese parte al Torneo Internazionale di Parigi, classificandosi al terzo posto.